# Kollationieren
Kollationieren (von lateinisch collatio, zu conferre „zusammentragen“, „vergleichen“) bezeichnet in der Philologie das Vergleichen einer Ab- oder Reinschrift mit dem Original oder dem Konzept auf Vollständigkeit und Richtigkeit, siehe hierzu Kollation (Philologie) und Textkritik. Der Begriff wird aber auch in anderen Bereichen im Sinne von Vergleichen gebraucht (siehe unten).

## Buchbinderei und Buchwesen
In der Buchbinderei bezeichnet Kollationieren das Überprüfen der zusammengetragenen, aber noch nicht gebundenen Bogen oder Blätter auf Vollständigkeit und richtige Reihenfolge. Dazu gibt es je nach Art des Buches und seiner Seitenkennzeichnung unterschiedliche Vorgehensweisen.
Auch die Überprüfung bereits gebundener Werke auf ihre Vollständigkeit, etwa im Antiquariatsbuchhandel, wird als Kollationieren bezeichnet.

## Buchhaltung
In der kaufmännischen Buchhaltung bezeichnet Kollationieren den Abgleich, ob einzelne Posten aus den Grundbüchern oder dem Journal richtig auf das Hauptbuch übertragen worden sind. Die Übereinstimmung wird durch einen Punkt – daher auch Punktieren – angedeutet. Fehler werden durch Stornieren verbessert.

## Schulwesen
Im bayerischen und österreichischen Schulwesen wird der Ausdruck für den Vergleich der Noten in den Zeugnissen mit dem Katalog (bundesdeutsch: Notenbogen) verwendet.